# A.J. Hawk
Aaron James Hawk, detto A.J. (Kettering, 6 gennaio 1984), è un giocatore di football americano statunitense che gioca nel ruolo di linebacker per i Cincinnati Bengals della National Football League (NFL). Fu scelto dai Green Bay Packers come quinto assoluto nel Draft NFL 2006. Al college ha giocato a football ad Ohio State.

## Carriera professionistica

### Green Bay Packers
Il 29 aprile 2006 Hawk fu scelto nel corso del primo giro del Draft 2006 dai Green Bay Packers come quinto assoluto. A.J firmò un contratto di sei anni coi Packers del valore di 37,5 milioni di dollari il 28 luglio 2006. Egli mise a segno il suo primo sack nella NFL il 24 settembre 2006 sul quarterback dei Detroit Lions Jon Kitna nel quarto periodo.

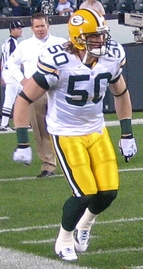
Hawk nel 2006.

Hawk vinse il premio di rookie della settimana per la sua prestazione del 23 ottobre 2006, in una vittoria contro i Miami Dolphins. Egli guidò Green Bay con 12 tackle totali e mise a segno un sack nella vittoria 34–24.
Grazie a una prestazione del 12 novembre 2006, nella vittoria 23–17 sui Minnesota Vikings, Hawk vinse per la seconda volta il premio di rookie della settimana. Hawk fece registrare 13 tackle totali, 1,5 sack e forzò un fumble. All'inizio del terzo quarto, Hawk mise a segno un sack sul quarterback dei Vikings Brad Johnson per una perdita di 10 yard. In seguito si divise col compagno Nick Barnett un altro sack da 10 yard.
Il 10 novembre 2006, Hawk compì il suo primo intercetto a danno di Alex Smith durante una vittoria 30–19 sui San Francisco 49ers. Il 31 dicembre, durante l'ultima gara della stagione, Hawk fece registrare il secondo intercetto della stagione nella vittoria 26–7 sui Chicago Bears.
Nella sua stagione da rookie, Hawk guidò la difesa dei Packers con 119 tackle totali, 82 dei qyali solitari. Egli chiuse anche con 2 intercetti, 3,5 sack, 6 passaggi deviati ed un fumble forzato. A.J. si classificò al terzo posto nel premio di miglior rookie difensivo della stagione.
Nella sua seconda stagione terminò al secondo posto della squadra con 105 tackle totali, 78 dei quali solitari. Inoltre ebbe un intercetto, un sack, quattro passaggi deviati ed un fumble forzato. Durante la pre-stagione 2007 egli chiuse con 8 tackle ed un sack in due gare disuputate.
Nel 2008, dopo aver giocato nove gare come linebacker nel lato debole dei Packers, Hawk fu spostato a middle linebacker dopo che Nick Barnett si ruppe un tendine. Hawk chiuse con 86 tackle e 3 sack, giocando come titolare tutte le 16 gare stagionali.
Con l'assunzione di Dom Capers ed il passaggio a una difesa 3-4, Hawk fu spostato nel ruolo di inside linebacker per la stagione 2009.
Nella stagione 2010, Hawk giocò tutte le 16 gare della stagione, 15 delle quali da titolare, stabilendo i propri primati personali con 111 tackle, 10 passaggi deviati e 3 intercetti. A.J. vinse il suo primo Super Bowl, contribuendo a battere i Pittsburgh Steelers nel Super Bowl XLV e a fine stagione fu convocato per il primo Pro Bowl in carriera.
Hawk fu svincolato dai Packers il marzo 2011 ma il giorno successivo firmò un nuovo contratto quinquennale con la franchigia. Nella stagione 2011, A.J. giocò 14 partite, tutte come titolare, chiudendo con 84 tackle totali ed 1,5 sack. I Packers chiusero col miglior record della lega, 15-1, ma non riuscirono a bissare il titolo dell'anno precedente, venendo eliminati nel divisional round dei playoff dai New York Giants.
Nella prima gara della stagione 2012 persa contro i San Francisco 49ers, Hawks guidò i Packers con 10 tackle totali. Nella settimana 3 Packers persero contro i Seattle Seahawks per 14-12 con un controverso passaggio da touchdown di Russell Wilson all'ultimo istante della partita su una situazione di quarto&24, con Hawk che guidò ancora la squadra con 11 tackle. Nella settimana 6, Hawk giocò una grande gara guidando la squadra con 10 tackle e un sack su Matt Schaub, coi Packers che sconfissero nettamente gli imbattuti Houston Texans.
Dopo essersi assicurati il secondo titolo di division consecutivo nella vittoria della settimana 15 contro i Bears, nella nettissima vittoria contro i Tennessee Titans (55-7) della domenica successiva, Hawk mise a segno due sack su Jake Locker.
Nella settimana 6 della stagione 2013, Hawk mise a segno tre sack su Joe Flacco dei Baltimore Ravens.
Il 25 febbraio 2015, Hawk fu svincolato da Green Bay.

### Cincinnati Bengals
L'11 marzo 2015, Hawk firmò coi Cincinnati Bengals.

## Palmarès

### Franchigia
- Super Bowl : 1

Green Bay Packers: Super Bowl XLV
- National Football Conference Championship: 1

Green Bay Packers: 2010

### Individuale
- Convocazioni al Pro Bowl: 1

2010
- PFWA All-Rookie Team - 2006

## Statistiche
| Partite totali      | 142  |
| Partite da titolare | 134  |
| Tackle              | 921  |
| Sack                | 19,0 |
| Intercetti          | 8    |
| Fumble forzati      | 3    |

Statistiche aggiornate alla stagione 2014